# 관촌역
관촌역(Gwanchon station, 館村驛)은 전북특별자치도 임실군 관촌면 병암리에 위치한 전라선의 철도역이다. 1931년 10월 1일 전라선 개통시 배치간이역으로 영업을 시작했으며, 1997년 9월 24일에 현재의 역사가 준공되었다. 하지만 이후 1년에 500명 미만이 이용할 정도로 이용객 수가 감소하여 현재는 여객열차가 정차하지 않고, 군사 목적의 화물 취급이 주로 이루어지고 있다.
관촌역에서 군전용선(육군본부, 길이 1.5km), 군신전용선(육군, 길이 2.6km) 두 개의 선로가 분기한다.

## 역사
- 1931년 10월 1일 : 전라선 개통과 함께 배치간이역으로 영업 개시[1]
- 1935년 4월 16일 : 보통역으로 승격[1]
- 1951년 6월 7일 : 공비의 습격으로 역사 소실[2]
- 1953년 6월 10일 : 임시역사 신축[2]
- 1958년 5월 1일 : 구 역사 착공[2]
- 1958년 6월 29일 : 구 역사 준공[2][1]
- 1990년 1월 1일 : 소화물 취급 중단[2]
- 1997년 9월 24일 : 현 역사 준공[2][1]
- 2008년 12월 1일 : 여객 취급 중단[2]
- 2019년 12월 31일 : 화물 취급 중지[4]

## 역 구조

### 대합실

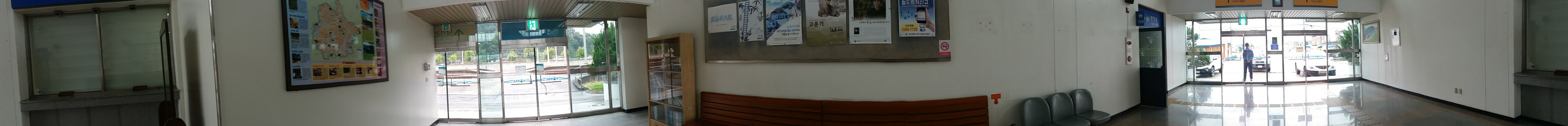
관촌역 대합실 파노라마.

대합실 내부 발권 창구는 닫힌 상태이며, 내부 화장실은 외부인도 이용 가능하게끔 개방된 상태이다.

### 승강장
승강장은 섬식 승강장 2개에 대피선이 있는 형태로, 역 내에서 대피선 2선이 1선으로 합쳐진다.

#### 역 앞쪽
| ↑ 죽림온천     |
| \| 상 \| 하 \| |

#### 역 뒤쪽
| \| 상 \| 하 \| |
| 임실 ↓         |

| 상행 | 전라선 | 용산 · 천안 · 익산 · 전주 방면       |  |
| 하행 | 전라선 | 임실 · 남원 · 순천 · 여수엑스포 방면 |  |

## 연계 교통
그리 멀지 않은 곳에 관촌공용버스터미널이 위치해 있으며, 관촌역을 경유하는 버스 노선이 많기 때문에 연계 교통은 좋은 편이다.

## 사진

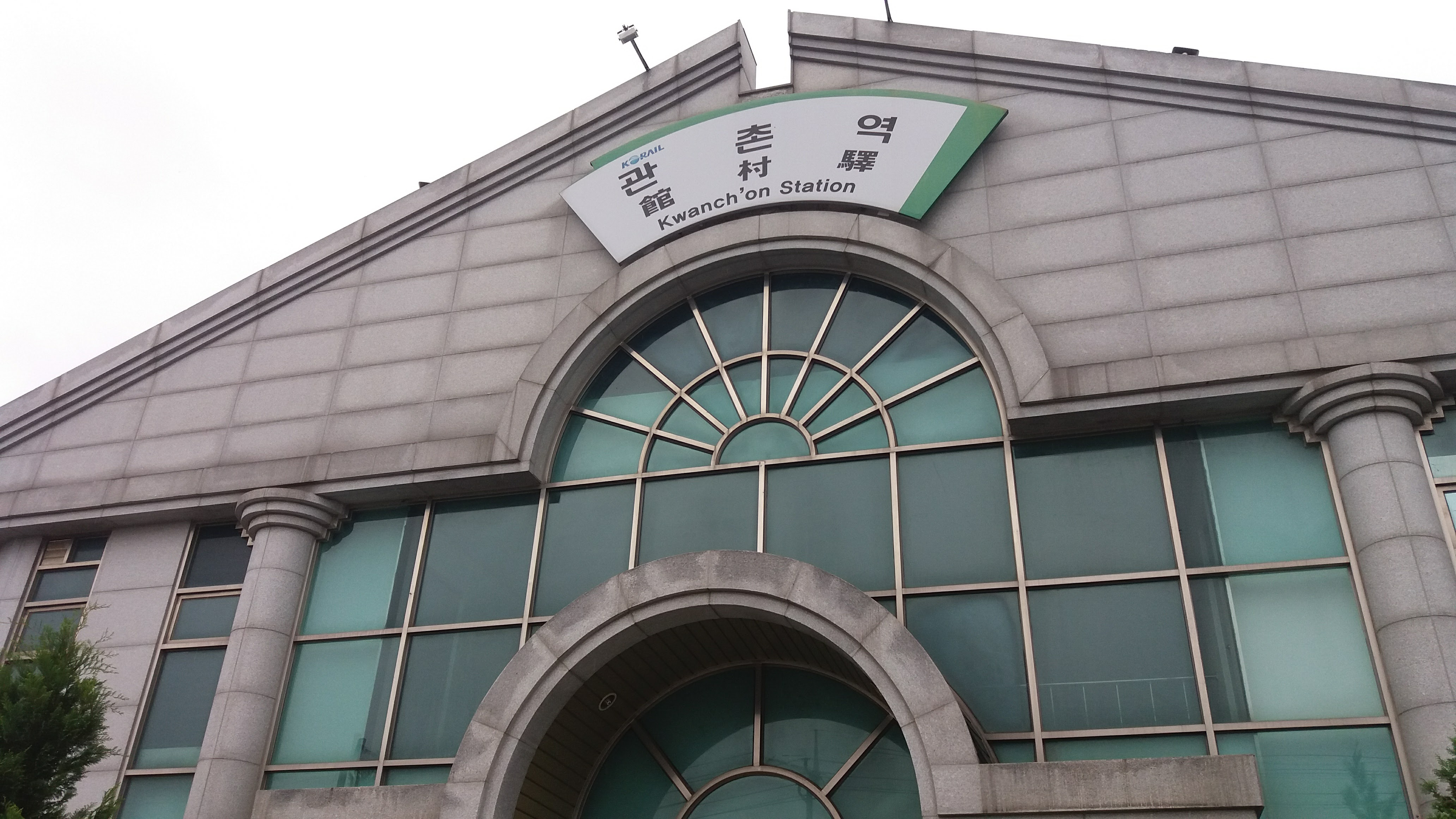
관촌역 정면.
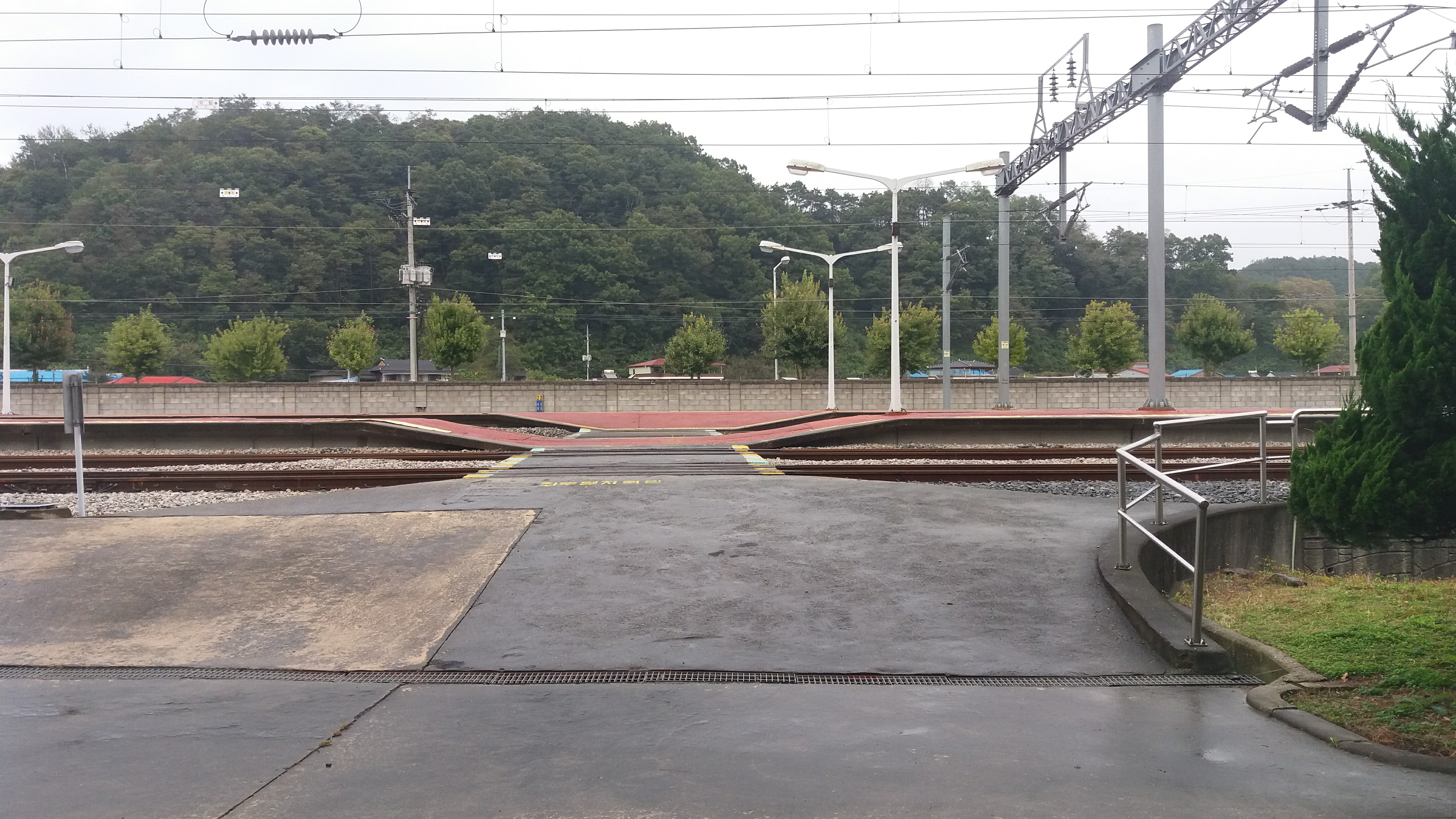
승강장 전경.
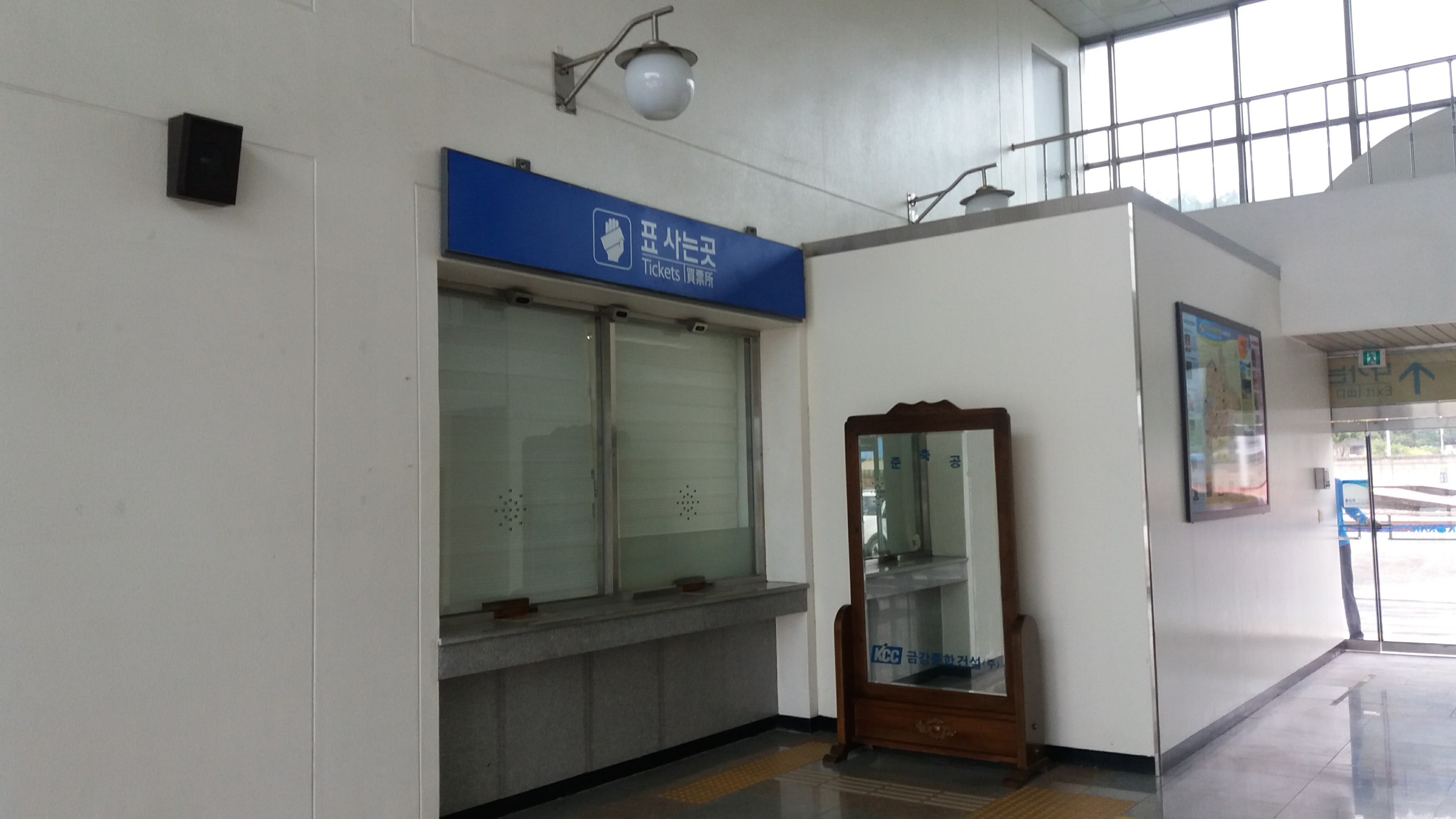
대합실 내 매표소.